# Kunstenaarsvereniging Sint Lucas

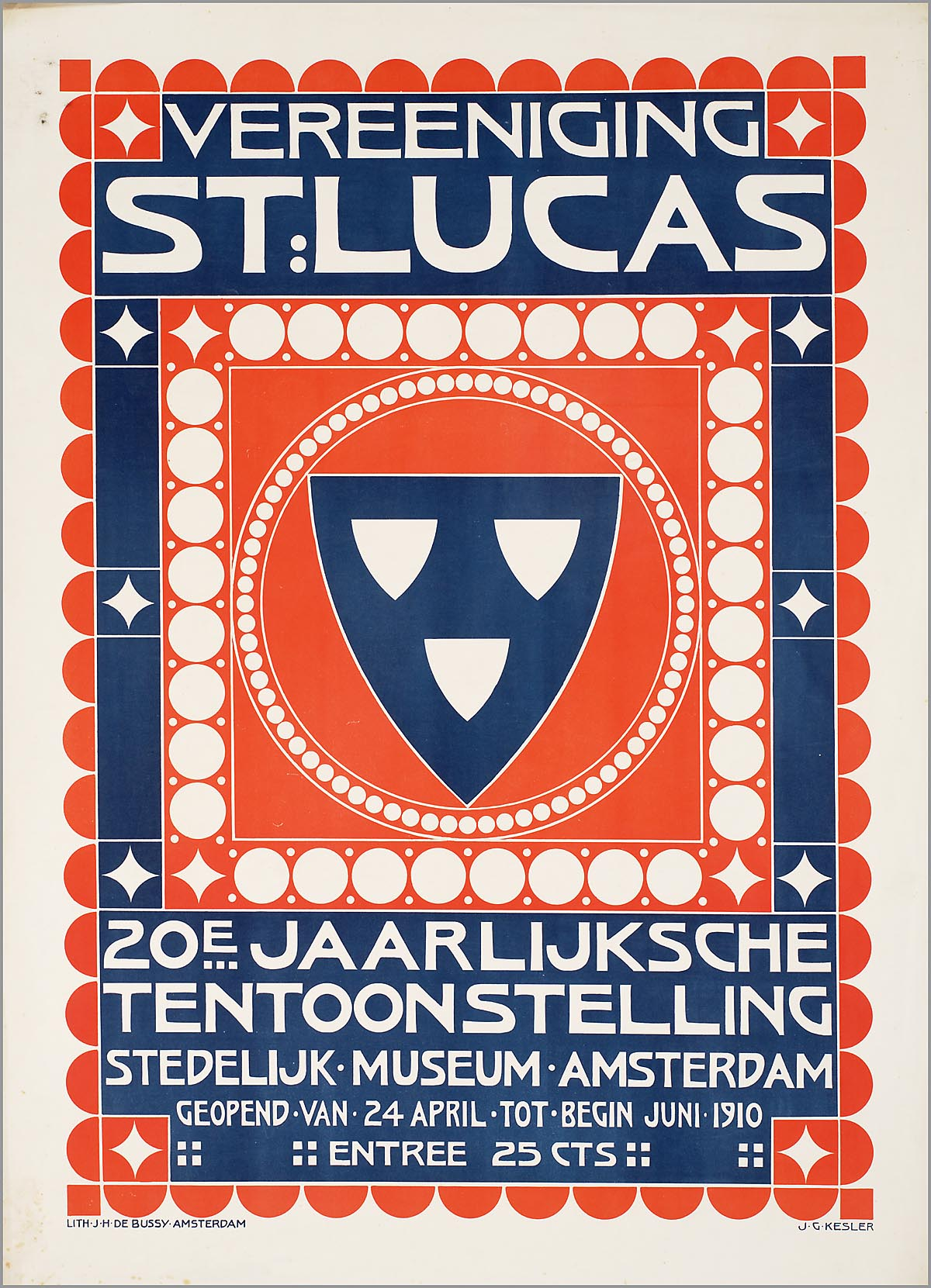
Affiche door Johan Kesler voor de 20e jaarlijkse tentoonstelling van Kunstenaarsvereniging Sint Lucas in 1910

Kunstenaarsvereniging Sint Lucas is een kunstenaarsvereniging die in 1880 is opgericht door leerlingen van de Rijksakademie van Beeldende Kunsten te Amsterdam. De vereniging vraagt aandacht voor de beeldende kunst en de positie van kunstenaars. De vereniging wordt ook Vereeniging Sint Lucas genoemd.

## Geschiedenis
Sint Lucas behoort tot de oudste kunstenaarsverenigingen van Nederland. De vereniging is opgericht op advies van August Allebé, de eerste directeur van de Amsterdamse Rijksacademie voor Beeldende Kunsten, en Barend Wijnveld, het toenmalige hoofd van de schildersklas. Tot de oprichters behoorden Maurits van der Valk en Jan Veth. De Vereeniging Sint Lucas werd opgericht met als doel onder de leerlingen van de Rijksakademie werkzaam te zijn "ter ontwikkeling in alle vakken die aan de Academie worden onderwezen, en vriendschap onder die leerlingen te bevorderen". De schutspatroon van de schilders, Sint-Lucas, is de naamgever en peetvader van de kunstenaarsvereniging Sint Lucas. De vereniging werd in 1882 bij koninklijk besluit goedgekeurd. Van oorsprong was Sint Lucas een studentenvereniging, maar in 1887 is ze tot een algemene kunstenaarsvereniging omgevormd. Theo Dobbelman, Abraham Hesselink en Bart Peizel waren in de loop der jaren voorzitter van de vereniging. Van 1908 tot 1948 was koningin Wilhelmina beschermvrouwe van Sint Lucas.

## Exposities
Tussen 1908 en 1990 vonden regelmatig mede onder verantwoordelijkheid van Sint Lucas exposities plaats in het Stedelijk Museum Amsterdam. In 1990 was er een conflict tussen Sint Lucas en het Stedelijk Museum, waarmee een eind kwam aan de traditie van Sint Lucas-exposities. Leden van Sint Lucas exposeerden sinds 2007 in de voormalige kerk van de Gereformeerde Gemeente aan het Hoger Einde Zuid 23 in Ouderkerk aan de Amstel en later op diverse plaatsen in Amsterdam.

## Enkele leden
Kunstenaars van naam sloten zich bij de vereniging aan. Een aantal van hen heeft affiches geschilderd voor de Sint Lucas-exposities in het Stedelijk Museum, onder wie Jan Sluijters en Johan Kesler. Een affiche van Jan Sluijters bevindt zich in het Singermuseum in Laren.
Leden met een artikel op de Nederlandstalige Wikipedia:
- Lizzy Ansingh
- Martine Antonie
- Floris Arntzenius
- Henriëtte Asscher
- Nico Baak
- Johan Hendrik Baartscheer
- Johannes Martinus Bach
- Charles Bakker
- Constantia Arnolda Balwé
- Jan Willem Barendregt
- Anna Elisabeth Batelt
- Willem van den Berg
- Sara Bisschop
- Adri Bleuland van Oordt
- Johanna Bleuland van Oordt
- Corrie Boellaard
- Jan Bogaerts
- Henri Boot
- Minca Bosch Reitz
- Frits ter Braake
- Johan Braakensiek
- Carl August Breitenstein
- G.A. Brender à Brandis
- Adriënne Broeckman-Klinkhamer
- Chris ten Bruggen Kate
- Nico Cevat
- Moos Cohen
- Johan Cohen Gosschalk
- Arnout Colnot
- Adrienne Cornelder-Doffegnies
- Carla Daalderop-Bruggeman
- Rachel van Dantzig
- Antoon Derkinderen
- Gijsbertus Derksen
- Paul Determeyer
- Franz Deutmann
- Henri Dievenbach
- Henriette Dingemans-Numans
- Waalko Jans Dingemans sr.
- Theo Dobbelman
- Jaap Dooijewaard
- Tini van Doornik
- Don Englander
- Dirk Filarski
- Louise Fritzlin
- Salomon Garf
- Hendrika van Gelder
- Roelf Gerbrands
- Agnieta Gijswijt
- Anna Gildemeester
- Paulus Adriaan Gildemeester
- Nelly Goedewaagen
- Arnold Marc Gorter
- Helena Elisabeth Goudeket
- Geert Grauss
- Wim de Groot
- Frits ten Hagen
- Chris Hammes
- Otto Hanrath
- Bertha van Hasselt
- Margot van Hasselt
- Nola Hatterman
- Marie Heineken
- Sara Heijberg-Ledeboer
- Abraham Hesselink
- Frans Hijmans
- Joop den Holder
- Alida van Houten
- Maria G. van Hove-ter Kuile
- Han Hulsbergen
- Mirjam Jacobson
- Driekus Jansen van Galen
- Toon de Jong
- Marie de Jonge
- Barend Jordens
- Jan Gerrit Jordens
- Ed Karsen
- Jan Kleintjes
- Samuel Klinkenberg
- Suzanna Elisabeth Kneppelhout
- Rie Knipscheer
- Jac. J. Koeman
- Edzard Koning
- Louis Kortenhorst
- Jan Korthals
- Jo Koster
- Klaas Koster
- Otto Kriens
- Johannes Alexander Kruseman
- Steven Kwint
- Anna op 't Landt
- Gerard van Lerven
- Jacobus van Looy
- Pieter Louw
- Irma von Maubeuge
- Henk Meijer
- Johan Meijer
- Jan Meine Jansen
- Willem Knip
- Aart Leemhuis
- Daan Lemaire
- Mien Marchant
- Anton Rudolph Mauve
- Louk van Meurs-Mauser
- Bartha Femke Mirandolle-de Vries
- Piet Mondriaan
- Martin Monnickendam
- Hendrik Cornelis van Mourik
- Jacqueline Marguerite van Nie
- Willem van Nieuwenhoven
- Willem Hendrik van Norden
- H.C.A. van Osselen
- Adri Pieck
- Gretha Pieck
- Nicolaas Pieneman
- Bart Peizel
- Barend Polvliet
- Johan Ponsioen
- Charlotte Pothuis
- Benjamin Prins
- Marinus van Raalte
- Evert Rabbers
- Jacob Ritsema
- Debora Römer
- Henk Roodenburg
- Chris le Roy
- Christiaan C. Schaaf
- Lizzy Schouten
- David Schulman
- Georgine Schwartze
- Frans Slager
- Jan Sleper
- Jan Sluijters
- Amp Smit
- Hobbe Smith
- Kees Smout
- Sorella
- Louis Stutterheim
- Guus Sundermeijer-Rincker
- Jacoba Surie
- Piet Teunissen
- Jan Tiele
- David Tomkins
- Jan Toorop
- Kees van Urk
- Henriëtte Vaillant
- Maurits van der Valk
- Lucas Verkoren
- Jan Veth
- Leendert van der Vlist
- Jo de Vogel
- Cornelis Vreedenburgh
- Marinus Vreugde
- Henriette de Vries
- Gerard Vrint
- Gust. van de Wall Perné
- Froukje Wartena
- Jan Harm Weijns
- Paul Werner
- Jacques Wesselius
- Jeanne Wesselius
- Betsy Westendorp-Osieck
- Chrisje van der Willigen
- J.W. van Winkoop
- Willem Witsen
- Wim van Woerkom
- Marie Wuytiers
- Isa van der Zee